# Harry Sweet

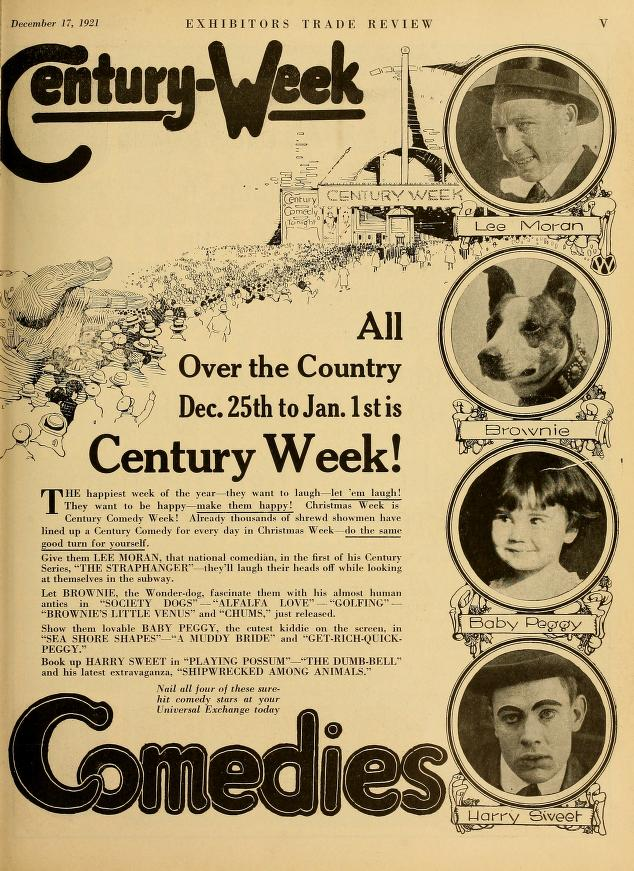
Lee Moran, Baby Peggy y Harry Sweet en Exhibitors Trade Review, 17 de diciembre de 1921

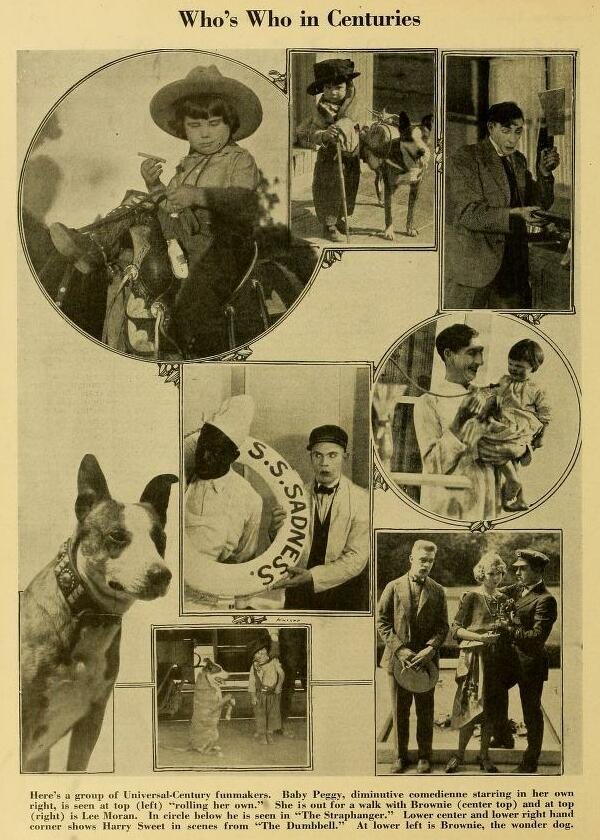
Lee Moran, Baby Peggy y Harry Sweet en Exhibitors Trade Review, 1922

Harry Sweet (2 de octubre de 1901 – 18 de junio de 1933) fue un actor, director y guionista cinematográfico de nacionalidad estadounidense, activo en la época del cine mudo. 

## Biografía
Nacido en Colorado, su verdadero nombre era Harry Swett. Actuó en 57 filmes entre 1919 y 1932, y dirigió 54 desde 1920 a 1933, incluyendo entre ellos un corto de Harry Langdon, dos de las comedias de Stan Laurel escritas por Tay Garnett y producidas por Joe Rock, y quince de las primeras entregas de la serie de Edgar Kennedy "Average Man".
El 18 de junio de 1933, Sweet volaba buscando exteriores en las cercanías de Big Bear Lake, California. Esa noche, a las 7:15 p. m., un avión se accidentó y se hundió en el Big Bear Lake, sin que en un principio las autoridades supieran quién era el piloto y quiénes los pasajeros; el 19 de junio, Bert Gilroy, asociado de Sweet, fue a Big Bear Lake al no conseguir contactar con el director en Los Ángeles. Horas más tarde fueron encontrados los cuerpos de Sweet, de la actriz Claudette Ford y del guionista Hal Davitt, en la cabina del avión; el forense determinó que Sweet se había ahogado, y que sus compañeros habían fallecido al fracturarse el cráneo en el accidente.

## Filmografía completa

### Actor
- An Oriental Romeo, de Jess Robbins (1919)
- What! No Spinach?, de Harry Sweet (1920)
- Over the Ocean Waves (1920)
- Loose Lions and Fast Lovers, de Fred Hibbard (1920)
- A Champion Loser, de Charles Reisner (1920)
- The Tale of the Dog, de Tom Buckingham (1920)
- Lion's Jaws and Kitten's Paws, de William Watson  (1920)
- A He-Male Vamp, de William Watson (1920)
- Wild Lions and Ferocious Cheese, de William Watson (1920)
- You Tell 'Em, Lions, I Roar, de William Watson (1920)
- His Master's Breath, de Fred Hibbard (1920)
- A Shotgun Wedding, de Fred Hibbard (1920)
- Tails Win, de William Watson (1920)
- Trouble Bubbles, de Billy Armstrong (1920)
- Fire Bugs, de Fred Hibbard
- Fresh from the Farm, de Tom Buckingham (1921)
- Leaping Lions and Jailbirds, de William Watson (1921)
- The Dog Doctor, de Fred Hibbard (1921)
- Her Circus Man, de James D. Davis (1921)
- Tough Luck, de Tom Buckingham (1921)
- Harem Skarem, de William Watson (1921)
- The Country Heir, de William Watson (1921)
- A Dollar's Worth, de Tom Buckingham (1921)
- For Sale, de Tom Buckingham (1921)
- Smart Alec, de Tom Buckingham (1921)
- In Again, de Tom Buckingham (1921)
- Stealin' Home, de Alfred J. Goulding (1921)
- High Life, de Alfred J. Goulding (1921)
- Mama's Cowpuncher, de Alfred J. Goulding (1921)
- Playing Possum, de Alfred J. Goulding (1921)
- The Dumb Bell, de Tom Buckingham (1921)
- Fresh from the Farm, de Tom Buckingham (1921)
- Shipwrecked Among Animals, de Alfred J. Goulding (1922)
- An Idle Roomer, de Arvid E. Gillstrom (1922)
- Horse Sense, de Fred Hibbard (1922)
- One Horse Town, de Tom Buckingham (1922)
- Two of a Kind, de Tom Buckingham (1922)
- No Brains, de Tom Buckingham (1922)
- Sic 'Em Brownie, de Alfred J. Goulding (1922)
- Off His Beat de Tom Buckingham (1922)
- Some Class, de Alfred J. Goulding (1922)
- Speed 'Em Up, de Arvid E. Gillstrom (1922)
- Hello, Mars, de Alfred J. Goulding (1922)
- Bath Day, de Fred Hibbard (1922)
- The Kickin' Fool, de Tom Buckingham (1922)
- Hee! Haw!, de Albert Herman (1923)
- Sunny Gym, de Herman C. Raymaker (1923)
- Roaring Lions on a Steamship, de Tom Buckingham (1923)
- Own a Lot, de Noel M. Smith (1924)
- Keep Going, de Robert P. Kerr (1924)
- You're Next, de Albert Herman (1924)
- That Oriental Game, de Noel M. Smith (1924)
- Checking Out, de Noel M. Smith (1924)
- Flickering Youth, de Erle C. Kenton (1924)
- Stretching the Truth, de Benjamin Stoloff (1924)
- The Nickel-Plated West, de Albert Herman (1924)
- The Milk Bandit, de Harry Sweet (1924)
- Stop, Look and Listen, de Larry Semon (1926)
- Fascinating Youth, de Sam Wood (1926)
- Homesick, de Henry Lehrman  (1928)
- Hit the Deck, de Luther Reed  (1929)
- True to the Navy, de Frank Tuttle  (1930)
- Her Man, de Tay Garnett  (1930)
- Just a Pain in the Parlor, de George Marshall (1932)
- Carnival Boat, de Albert S. Rogell (1932)

### Director
- What! No Spinach? (1920)
- Romeo and Juliet, codirigida con Reggie Morris (1924)
- The First 100 Years, codirigida con F. Richard Jones  (1924)
- The Milk Bandit (1924)
- Fools in the Desert (1925)
- Hypnotized (1925)
- The Sleuth, codirigida con Joe Rock (1925)
- Half a Man, codirigida con Joe Rock (1925)
- Adorable Dora (1926)
- Three of a Kind (1926)
- Back to Mother (1926)
- Not Guilty! (1926)
- The Lost Soul (1927)
- An Old Flame (1927)
- The Party Man (1927)
- Hot Air (1927)
- Just a Husband (1927)
- Smother o' Mine (1927)
- Rumors for Rent (1927)
- Ah! Gay Vienna! (1927)
- Honest and Truly (1927)
- It's Me (1927)
- All Set (1928)
- Horns and Orange Blossoms (1928)
- The Prince and the Papa (1928)
- All Balled Up (1928)
- Visitors Welcome (1928)
- Indiscreet Pete (1928)
- He Tried to Please (1928)
- Beneath the Law (1929)
- Music Fiends (1929)
- Waltzing Around' (1929)
- Next Door Neighbors  (1931)
- Hot Wires (1931)
- Rough House Rhythm (1931)
- Not So Loud (1931)
- All Gummed Up (1931)
- Lemon Meringue (1931)
- Thanks Again (1931)
- Slow Poison (1931)
- The Big Scoop (1931)
- Camping Out (1931)
- Bon Voyage (1932)
- Battle Royal  (1932)
- Extra! Extra! (1932)
- Mother-in-Law's Day (1932)
- Rule 'Em and Weep (1932)
- Stealin' Home (1932)
- Giggle Water (1932)
- High Hats and Low Brows (1932)
- The Golf Chump (1932)
- Parlor, Bedroom and Wrath (1932)
- Sham Poo, the Magician (1932)
- Fish Feathers (1932)
- Art in the Raw  (1933)
- A Merchant of Menace  (1933)
- Good Housewrecking  (1933)
- She Outdone Him  (1933)

### Guionista
- What! No Spinach?, de Harry Sweet (1920)
- The Milk Bandit, de Harry Sweet (1924)
- Hypnotized, de Harry Sweet (1925)
- Not Guilty!, de Harry Sweet (1926)
- Chasing Choo Choos  (1927)
- The Lost Soul, de Harry Sweet (1927)
- Play Safe (1927)
- Honest and Truly, de Harry Sweet (1927)
- Plastered in Paris, de Benjamin Stoloff (1928)
- Next Door Neighbors, de Harry Sweet (1931)
- Rough House Rhythm, de Harry Sweet (1931)
- Not So Loud, de Harry Sweet  (1931)
- All Gummed Up, de Harry Sweet  (1931)
- Lemon Meringue, de Harry Sweet  (1931)
- Thanks Again, de Harry Sweet  (1931)
- Camping Out, de Harry Sweet (1931)
- A Firehouse Honeymoon, de George Marshall (1932)
- Bon Voyage, de Harry Sweet  (1932)
- Mother-in-Law's Day, de Harry Sweet (1932)
- Giggle Water, de Harry Sweet (1932)
- The Golf Chump, de Harry Sweet (1932)
- Parlor, Bedroom and Wrath, de Harry Sweet (1932)
- Sham Poo, the Magician, de Harry Sweet  (1932)
- Fish Feathers, de Harry Sweet  (1932)
- Art in the Raw, de Harry Sweet (1933)
- Good Housewrecking, de Harry Sweet (1933)
- She Outdone Him, de Harry Sweet (1933)